# Wilhelm Hemprich
Friedrich Wilhelm Hemprich, född den 24 juni 1796 i Glatz, Preussen (nu Kłodzko i Polen), död den 30 juni 1825 i Massawa, Osmanska riket (nu Eritrea), var en tysk naturforskare och läkare.
Hemprich studerade medicin i Breslau och Berlin och promoverades. I Berlin blev han vän med Christian Gottfried Ehrenberg, som liksom Hemprich hade ett stort intresse för naturhistoria. År 1820 blev båda inbjudna av Martin Lichtenstein på en naturvetenskaplig expedition till Egypten. Resan gick från Kairo till Derna. Under en andra expedition 1821–1825 reste de längs Nilen mot söder, genomkorsade öknen från Sinai till Libanon och över Röda havet. Hemprich dog under resan.
Auktorsnamnet Hemprich kan användas för Wilhelm Hemprich i samband med ett vetenskapligt namn inom botaniken; se Wikipediaartiklar som länkar till auktorsnamnet.